# Braccobaldo Bau
Braccobaldo Bau (Huckleberry Hound) è un personaggio immaginario protagonista di una omonima serie televisiva a cartoni animati, Braccobaldo Show, realizzato della casa di produzione statunitense Hanna-Barbera ed ha esordito nel 1958.

## Caratterizzazione del personaggio
È un cane antropomorfo dal manto blu e parla lentamente. Spesso canticchia la canzone O mia cara Clementina. Della razza Bloodhound, è caratterizzato da accento campagnolo e dalla voce nasale e meno silenziosa dello stesso personaggio. In Italia diventò popolare negli anni 60' grazie al Braccobaldo Show in cui era il personaggio che introduceva tutti gli altri cartoni animati fra i quali l'Orso Yoghi (per le prime due stagioni), Pixie, Dixie e Mr. Jinks e Ugo Lupo (per le ultime due stagioni) prima degli altri. È anche protagonista del film d'animazione Il buono, il cattivo e Braccobaldo. La sua prima voce italiana è stata quella di Renzo Palmer che doppiava anche Svicolone.